# Martino de Porres
Martino de Porres (Tiếng Tây Ban Nha: Martin de Porres; 9 tháng 12, 1579 - 3 tháng 11 năm 1639) là một tu sĩ Dòng Đa Minh, được Giáo hoàng Grêgôriô XVI phong chân phước vào năm 1837 và Giáo hoàng Gioan XXIII phong thánh vào năm 1962. Ông là vị thánh quan thầy của những người đa sắc tộc và những người ủng hộ sự hòa hợp giữa các chủng tộc. Ông có một lối sống khắc khổ, ăn chay và gần gũi với người nghèo khổ, thiết lập một trại trẻ mồ côi và bệnh viện dành cho trẻ em. Người ta cũng tin rằng ông có khả năng giao tiếp với động vật.

## Tiểu sử
Martino sinh tại thành phố Lima, Peru vào ngày 9 tháng 12 năm 1579, là con trai ngoài giá thú của một nhà quý tộc Tây Ban Nha tên là Juan de Porres và một phụ nữ nô lệ da đen tên là Anna Velasquez, sinh ở Panama. Martino còn có một người em gái tên là Juana, sinh năm 1581. Thuở nhỏ, cả hai anh em đều lớn lên trong sự nghèo đói với mẹ mình vì người cha không nhìn nhận họ. Nhưng khi Martino được 8 tuổi, thì ông Juan đã hồi tâm và trở về chăm sóc ba mẹ con. Ông đã đem hai con gửi trọ ở nhờ một người chú bên Equador để học chữ. Sau hai năm, Martino thì về ở với mẹ tại Lima và học nghề hớt tóc và chữa bệnh. Khi học được nghề, Martino bắt đầu đi chữa bệnh cho những người nghèo khổ và cho cả những con vật nuôi trong khu phố. Martino thường dành nhiều giờ để cầu nguyện mỗi đêm. 
Năm 15 tuổi, Martino xin vào ở trong nhà dòng Đa Minh Mân Côi ở Lima để làm người giúp việc và về sau làm người phát chẩn. Cuối cùng, cảm nhận được ơn gọi, Martino chính thức gia nhập làm tập sinh Dòng Đa Minh. Nhiều năm sau, với lòng đạo đức và khả năng lớn lao của mình, Martino đã được trở thành tu sĩ chính thức của Dòng Đa Minh.

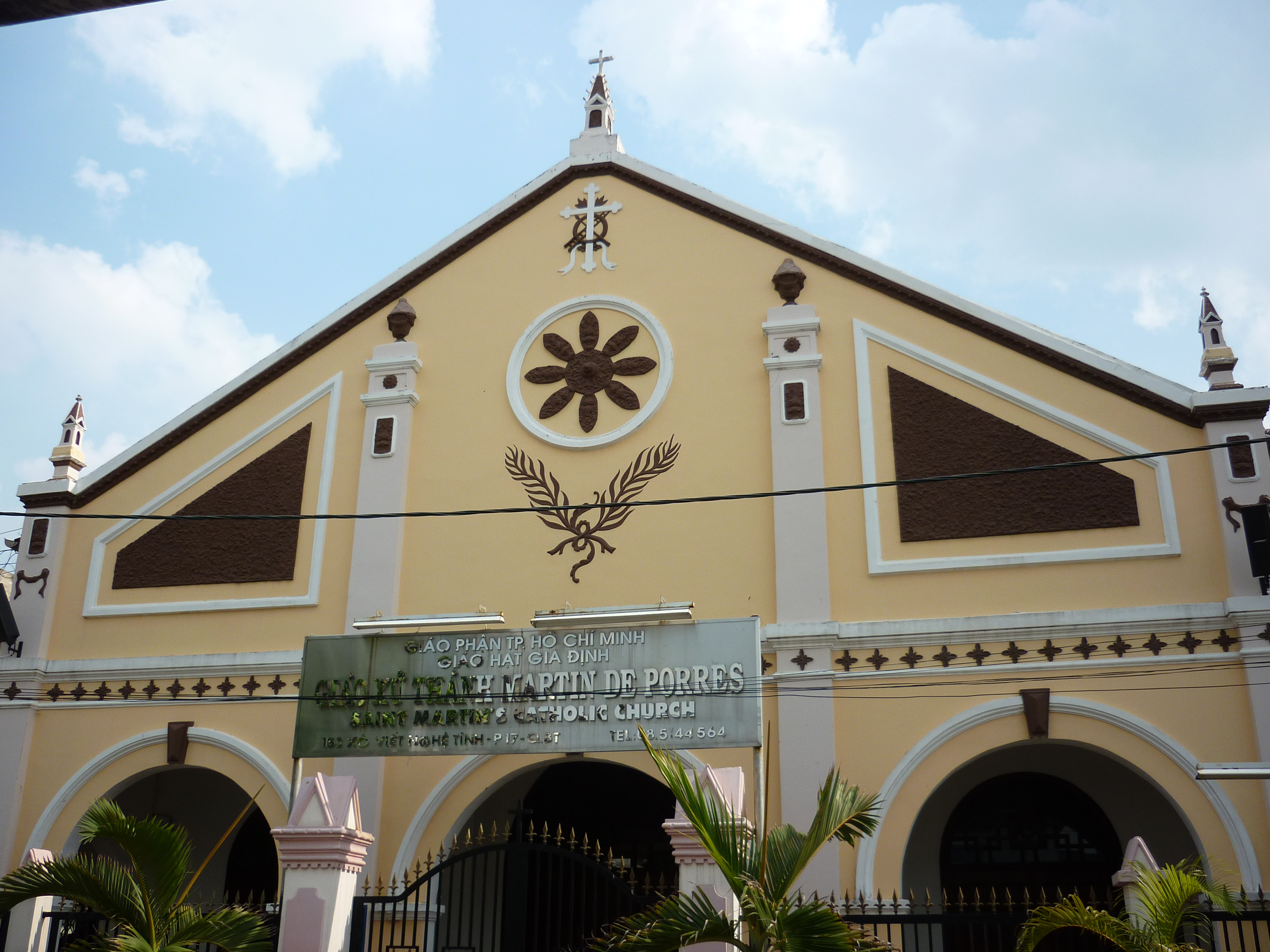
Nhà thờ Thánh Martino de Porres, Thành phố Hồ Chí Minh

Năm 34 tuổi, vị bề trên nhận thấy được năng lực chữa bệnh và nhân đức của Martino nên giao cho ông phụ trách một bệnh xá. Martino cũng chăm sóc cho các bệnh nhân bên ngoài tu viện và thường xuyên chữa bệnh cho họ chỉ đơn giản bằng một ly nước, cho nên người ta tin rằng đó là phép lạ. Khi Lima xảy ra một dịch bệnh, tu viện Mân Côi có đến 60 tu sĩ bị nhiễm bệnh, nhiều người trong số họ phải bị cách ly. Martino đã vượt qua các cửa cách ly bị khóa để đến chăm sóc cho họ. Martino còn tiếp nhận người bệnh vào tu viện để chữa trị. Khi tu sĩ bề trên của nhà dòng phát hiện, và sợ lây bệnh cho các tu sĩ khác nên đã cấm Martino không được tiếp tục làm như vậy nữa. Em gái Juana của ông dùng nhà của mình để lưu dưỡng những bệnh nhân mà ông muốn chăm sóc. Một ngày nọ, ông gặp trên đường phố một người Ấn Độ nghèo, đang chảy máu vì bị dao đâm, ông đưa vào phòng riêng của mình sơ cứu để sau đó chuyển đến nhà em gái mình. Khi nghe ông báo cáo về chuyện này, tu sĩ bề trên đã khiển trách ông vì không vâng lời. Ông thành thực trả lời rằng: "Xin thứ lỗi cho con và xin chỉ bảo cho con, vì con không biết rằng đức vâng lời thì trên cả đức bác ái". Nghe vậy, bề trên đã cho Martino được tiếp tục làm theo ý mình.
Martino cũng là bạn của thánh Gioan Masias và thánh Rosa thành Lima. Khi ông qua đời tại Lima vào ngày 3 tháng 11 năm 1639, Martino đã được cả thành phố biết đến. Lời nói và những phép lạ chữa bệnh của ông đã khiến nhiều người tự xem ông như một vị thánh tương lai. 25 năm sau khi ông qua đời, phần mộ của Martino được khai quật, thi hài ông vẫn còn nguyên vẹn và còn tỏa ra một mùi thơm.

## Tạo hình
Thánh Martino de Porres thường được miêu tả như là một tu sĩ (chứ không phải là một linh mục) mặc trang phục Dòng Đa Minh, màu da ngăm đen và thường cầm một cây chổi. Đôi khi, ông được thể hiện là một tu sĩ đang cho một con chó, một con mèo và một con chuột cùng ăn chung.